# دستی که گهواره را تکان می‌دهد (فیلم)
دستی که گهواره را تکان می‌دهد (به انگلیسی: The Hand That Rocks the Cradle) فیلمی محصول سال ۱۹۹۲ و به کارگردانی کرتیس هنسن است. در این فیلم بازیگرانی همچون آنابلا شورا، ربکا د مورنی، مت مک‌کوی، ارنی هادسون، جولیان مور، مادلین زیما و جان دی لانسی ایفای نقش کرده‌اند.